# Pozemková trať
Pozemková trať (německy Flur nebo Ried) je označení pozemkového celku, který často mívá vlastní pomístní jméno (německy Flurname). 
Podle převládajícího způsobu využití lze vyčlenit typy pozemkových tratí: například polní trať, viniční trať nebo lesní trať. 
Názvy pozemkových tratí se objevovaly v urbářích a jiných pozemkových evidencích v 17. a 18. století, avšak souvisle pro všechna katastrální území byla popsána ve stabilním katastru v první polovině 19. století. Ačkoliv historická forma uspořádání a obhospodařování polních pozemků už je při moderních způsobech hospodaření víceméně opuštěna, názvy pozemkových tratí jsou dosud v mapách využívány a v případě zastavění bývalého zemědělského území často přecházejí i do názvů ulic nebo čtvrtí. 

## Polní trati
Pás zemědělského pozemku terasovitě oddělený od sousedních pásů mezními pásy se nazýval polní lán nebo polní parcela. Ucelený soubor souběžných dlouhých parcel tvoří trať, soubor krátkých parcel se nazývá úsek (či německy blok). Parcela nebo úsek jsou zakončeny souvratí, příčně oraným pásem. Mezní pásy mezi souběžnými parcelami nebo mezi souvratěmi jsou schodkovité, valovité nebo terasovité, někdy jsou tvořeny hromadami sesbíraného kamení. Některé parcely a úseky se ještě podélně člení na záhony oddělené mezizáhonovou rýhou. Všechny tratě a úseky spadající do katastru též vsi se nazývají plužina. 
Objekty typu pozemková trať, polní trať a lesní trať jsou v Česku i předmětem katastrální evidence, a to včetně pomístních jmen.